# Ордер на жизнь
«Ордер на жизнь» — немой художественный фильма. Вышел на экран 27 сентября 1927 года. Фильм не сохранился.

## Сюжет
Частник Гирёв пытается нарушить работу элеватора. Он разрабатывает план. Его сестра Маргарита знакомится со служащим элеватора Сергеем Колотилиным. Она зазывает его на вечеринку.
Опьяневший Колотилин проигрывает Гирёву ордер на крупную партию товара, предназначенную крестьянам. Вернувшись домой, Колотилин пытается покончить жизнь самоубийством. Его сестра Вера предотвращает самоубийство.
Колотилин умоляет Гирёва вернуть ордер. Тот ставит условие, что Колотилин должен остановить работу элеватора. После колебаний Сергей соглашается.
Работникам элеватора удаётся предотвратить диверсию. Колотилин пытается скрыться, но гибнет под обрушившейся массой зерна. Вера разоблачает Гирёва. Он арестован.
Киновед Ирина Гращенкова интерпретировала сюжет следующим образом: «В кинодраме фигура нэпмана вырастала до амплуа вредителя, в корыстных целях использующего морально неустойчивого совслужащего для совершения противоправных дел». При этом Колотилин «в одном лице и жертва, и преступник, не имеющий ордера на новую жизнь, как не имеет его и Гирёв, в финале разоблачённый и арестованный».

## В ролях
- Пётр Кузнецов — Гирёв, хлеботорговец
- Елена Егорова — Маргарита, его сестра
- Пётр Кириллов — Сергей Колотилин, служащий элеватора
- Татьяна Гурецкая — Вера, его сестра
- Николай Рыболовлев — Груздь, приказчик
- Василий Чудаков — Чеботарёв, хлебный инспектор
- Иван Арбенин-Падохин — Малыш, дворник

## Съёмочная группа
- Режиссёр: Семён Тимошенко
- Сценарист: Борис Липатов
- Операторы: Святослав Беляев и Сергей Иванов (2-й оператор)
- Художник: Борис Дубровский-Эшке

## Критика
Кинокритик Марк Зак указывал, что фильм «критика хвалила за достоверный показ огромного механизированного элеватора, хотя смысл фильма заключался в ином: его герои боролись с частником — хлеботорговцем».
Игорь Раздорский считал, что этот фильм завершил ранний этап творчества режиссёра и показал «узость теоретических взглядов Тимошенко».
С. Гуревич отмечала, что жестокость финала кинодрамы «Ордер на жизнь» идёт «от реальной бескомпромиссности жизненных столкновений» и что «отзвук этой суровой правды схвачен режиссёром в фильме».